# Sierra Vicuña Mackenna
Sierra Vicuña Mackenna är en bergskedja i Chile.   Den ligger i regionen Región de Antofagasta, i den norra delen av landet, 1 000 km norr om huvudstaden Santiago de Chile.
Trakten runt Sierra Vicuña Mackenna är ofruktbar med lite eller ingen växtlighet. Trakten runt Sierra Vicuña Mackenna är nära nog obefolkad, med mindre än två invånare per kvadratkilometer.